# Rainier I.
Rainier I. Monacký (1267, Janov – 1314, Neapolské království) byl první suverénní vládce Monaka.

## Život
Narodil se roku 1267 v Janově jako nejstarší syn Lanfranca Grimaldiho, francouzského vikáře v Provence a jeho manželky Aurelie del Carretto (později roku 1295 se stala manželkou Lanfrancova bratrance Francesca Grimaldiho).
Roku 1297 se připojil se k svému nevlastnímu otci, aby se zmocnili hradu na Monacké skále. Tato událost je zachycena na státním znaku Monaka, kde dva františkánští mniši pod kápěmi ukrývají své meče (protože Francesco se lstivě oblékl za mnicha aby mu strážní otevřeli bránu). Jejich první krátká vláda nad Monakem trvala 4 roky. 
Rainer se na straně Francouzů účastnil bitvy u Zierikzee, za svou pomoc byl jmenován francouzským admirálem.
Rainer I. se oženil dvakrát. Poprvé se Salvaticou z Carretta, dcerou Giacoma z Carretta, markýze z Finale. Z manželství se narodili čtyři potomci:
- Karel I. Monacký – jeho nástupce
- Vinciguerra; sňatek s Costanzou Ruffa
- Salvaggia; sňatek s Gabrielem Vento
- Luca, pán z Villefranche.

Podruhé se oženil s Andriolou Grillo, manželství zůstalo bezdětné.
Rainer I. zemřel roku 1314 v Neapolském království.